# Unitat perifèrica de Coríntia

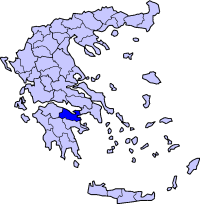
La unitat perifèrica de Coríntia dins de Grècia

La unitat perifèrica de Coríntia (grec νομός Κορινθίας) és una de les 74 unitats perifèriques de Grècia, al Peloponès, just a l'istme de Corint, amb capital a la ciutat de Corint. Correspon a l'antiga prefectura de Coríntia. Té una superfície de 2.289 km².
i una població de 150.000 habitants.
Dins de la unitat perifèrica, les ciutats principals són les següents:
- Corint (Korinthos)
- Kiáton
- Sició (Sikion)
- Xilokastron
- Zevgolation